# Anđa Jelavić
Anđa Radoš, coniugata Jelavić (Tomislavgrad, 21 settembre 1980), è un'ex cestista croata.
Alta 172 cm per 59 kg, giocava come guardia.

## Carriera
Con la Croazia ha disputato i Giochi olimpici di Londra 2012 e due edizioni dei Campionati europei (2007, 2013).